# Mosese Voka
Pas d'image ? Cliquez ici

a Compétitions nationales et continentales officielles uniquement.

b Matchs officiels uniquement.
Dernière mise à jour le 2 juillet 2024.
Mosese Voka, né le 7 juin 1985 à Naibalebale (Fidji), est un joueur de rugby à XV international fidjien évoluant au poste de troisième ligne aile.

## Carrière

### En club
Mosese Voka commence sa carrière avec l'équipe amateure de Vio à l'âge de 17 ans, avec qui il joue au rugby à XV et à sept. En 2009, il dispute une saison en Australie avec le Singleton RC (Singleton) dans le championnat de la Newcastle and Hunter Rugby Union (en) (Nouvelle-Galles du Sud). Par la suite, il retourne jouer aux Fidji avec Suva jusqu'en 2016, avant de rejoindre Namosi la saison suivante,.
En 2017, il rejoint la nouvelle équipe fidjienne des Fijian Drua, qui dispute le championnat australien du NRC. Pour sa première saison professionnelle, il joue sept rencontres et marque un essai, et devient rapidement le capitaine de l'équipe,. Il est également élu meilleur joueur local de la saison, et meilleur joueur des Fijian Drua. L'année suivante, il mène son équipe à la victoire finale au terme de la saison,.
En 2019, il rejoint les Fijian Latui (en), qui sont intégrés au Global Rapid Rugby nouvellement créé. L'année suivante, il fait partie de l'effectif élargi lors de la présaison, mais n'est pas retenu au sein de l'effectif final,.

### En équipe nationale
Mosese Voka est sélectionné avec les Fiji Warriors (Fidji A) pour la première fois en 2015, afin de disputer le Pacific Challenge. Il devient par la suite le capitaine de cette équipe, avec qui il joue chaque année jusqu'en 2019,.
Il est sélectionné pour la première fois avec l'équipe des Fidji en juin 2016 pour participer à la Pacific Nations Cup 2016. Il obtient sa première cape internationale à l'âge de 31 ans le 18 juin 2016 à l'occasion d'un match contre l'équipe des Samoa à Suva.
En mai 2019, il fait partie de la présélection de 50 joueurs annoncé par la Fédération fidjienne de rugby à XV pour préparer la Coupe du monde au Japon. Il est ensuite sélectionné dans le groupe définitif de 31 joueurs en août 2019, et dispute donc son premier mondial à l'âge de 34 ans,. Il joue deux matchs lors de la compétition, dont une titularisation contre l'Uruguay,.
Il fait sa dernière apparition sous le maillot fidjien peu après le Mondial japonais, le 16 novembre 2019 face aux Barbarians,.

## Palmarès

### En club
- Vainqueur du NRC en 2018 avec les Fijian Drua.

### En équipe nationale
- Vainqueur du Pacific Challenge en 2018 avec les Fiji Warriors.
- Vainqueur de la Coupe des nations du Pacifique en 2018 avec les Fidji.

## Statistiques
- 10 sélections avec les Fidji entre 2016 et 2019.
- 0 point.